# Hugo Wolf
Hugo Wolf, född 13 mars 1860 i Windischgrätz (nuvarande Slovenj Gradec i Slovenien), död 22 februari 1903 i Wien, var en österrikisk kompositör av slovensk härstamning.

## Biografi
Hugo Wolf fick musikalisk skolning i föräldrahemmet och studerade i två år vid Wienkonservatoriet innan har relegerades. Efter att han hört Richard Wagners Tannhäuser och Lohengrin bestämde han sig slutligen för musikeryrket. Mellan 1884 och 1887 arbetade han som musikkritiker vid Wiener Salongsblatt med fanatiska Wagnerianåsikter. Wolf försökte sig på en misslyckad kapellmästarbana i Salzburg. Från 1888 till 1899 satsade han för fullt på liedkompositionerna. 
Även om Hugo Wolf är ganska okänd för den bredare publiken, räknas han till de största och viktigaste sångtonsättarna, tillsammans med Franz Schubert och Robert Schumann. Hans stora produktion, över 300 senromantiska lieder har tillkommit under några mycket kreativa, för att inte säga "besatta", perioder. Mellan 1888 och 1891 skrev han mer än 200 sånger, som inkluderar de viktiga Mörike-, Eichendorff- och Goethe-samlingarna, upp till två-tre lieder per dag.
Karakteristiskt för Wolf är en känslig samverkan mellan sångstämmans melodi och texternas naturliga melodi och rytm med en ofta deklamatorisk sång. Pianostämmorna är tekniskt och harmoniskt avancerade på gränsen till symfoniska, med klara influenser från Wagnersk romantik och oändliga melodier.
Han skrev även två operor, varav den ena, Der Corregidor, blev ett fiasko, mest på grund av tunt libretto, och den andra fullbordades aldrig. Hans instrumentala verk uppförs sällan, med undantag av den Italienska serenaden.
Sina sista år levde Wolf på ett sinnessjukhus.

## Viktigaste verk
Samlingar av sånger:
- 6 Lieder für eine Frauenstimme (1888)
- 6 Gedichte von Scheffel, Mörike, Goethe und Kerner (1888)
- Gedichte von Eduard Mörike (1888)
- Gedichte von Eichendorff (1889)
- Gedichte von Goethe (1890)
- Spanisches Liederbuch (till spansk poesi från 1500-1600-talen översatt av Paul Heyse och Emanuel Geibel; 1891)
- Alte Weisen till texter av Gottfried Keller (1891)
- Italienisches Liederbuch (till italienska texter översatta av Paul Heyse; två delar 1892 och 1896)
- 3 Gedichte von Robert Reinick (1897)
- 3 Gesänge (till Ibsens Gildet paa Solhoug; 1897)
- 4 Gedichte (1897)
- 3 Gedichte von Michelangelo (1898)

Operor:
- Der Corregidor, librettot baserat på Den trekantiga hatten/El sombrero de tres picos av Pedro Antonio de Alarcón (1896)
- Manuel Vargas (ofullbordad)

Instrumentalt:
- Stråkkvartett i d-moll (1878/1884)
- Symfonisk dikt Penthesilea (1883/1885)
- Italienische Serende för piano och orkester (1892)
- Diverse pianostycken och kammarverk

## Övrigt
Asteroiden 5177 Hugowolf är uppkallad efter honom.